# Totální derivace
Totální (úplná) derivace je derivace funkce více proměnných, která na rozdíl od parciální derivace zohledňuje závislosti mezi jednotlivými proměnnými. Totální derivace funkce {\displaystyle f(x_{1},x_{2},...,x_{n})} podle proměnné {\displaystyle x_{i}} se zapisuje stejně jako obyčejná derivace, tzn. {\displaystyle {\frac {\mathrm {d} f}{\mathrm {d} x_{i}}}}. Totální derivaci lze vyjádřit pomocí parciálních derivací.

Při určování parciální derivace funkce {\displaystyle f(x_{1},x_{2},...,x_{n})} podle {\displaystyle x_{i}} považujeme všechny ostatní proměnné za konstanty. Jestliže však existuje nějaká závislost mezi jednotlivými proměnnými, pak ji parciální derivace nezachytí.
Uvažujme např. funkci {\displaystyle f(x,y)=xy}. Parciální derivace podle {\displaystyle x} je {\displaystyle {\frac {\partial f}{\partial x}}=y}. Pokud však proměnné {\displaystyle x} a {\displaystyle y} nejsou nezávislé, pak získaná parciální derivace nevyjadřuje závislost funkce {\displaystyle f} na {\displaystyle x} dostatečně. Předpokládejme, že závislost mezi {\displaystyle x} a {\displaystyle y} lze vyjádřit jako {\displaystyle y=g(x)}. V takovém případě je {\displaystyle f(x,y)=f(x,g(x))} a jedná se tedy o parciální derivaci složené funkce, tzn.
{\displaystyle {\frac {\mathrm {d} f}{\mathrm {d} x}}={\frac {\partial f}{\partial x}}+{\frac {\partial f}{\partial y}}{\frac {\mathrm {d} y}{\mathrm {d} x}}}
Jsou-li obě proměnné {\displaystyle x} i {\displaystyle y} závislé na další proměnné {\displaystyle t}, tzn. {\displaystyle x=x(t),y=y(t)}, pak totální derivace {\displaystyle f} podle {\displaystyle t} je
{\displaystyle {\frac {\mathrm {d} f}{\mathrm {d} t}}={\frac {\partial f}{\partial t}}+{\frac {\partial f}{\partial x}}{\frac {\mathrm {d} x}{\mathrm {d} t}}+{\frac {\partial f}{\partial y}}{\frac {\mathrm {d} y}{\mathrm {d} t}}.}
Totální derivace se často používá ve fyzice.